# Incense & Iron
Incense & Iron – trzeci singel z siódmego studyjnego albumu niemieckiego zespołu Powerwolf grającego power metal. Został wydany 12 lipca 2018.
Tekst utworu opowiada o wilkołakach walczących pod przewodnictwem wielkich inkwizytorów Hiszpanii w celu stworzenia własnego ewangelickiego narodu pomimo nienawiści do nich ze strony kościoła. Wspomina również o upadłym aniele Lucyferze. Teledysk utworu zawiera w sobie, między innymi, rysunki przedstawiające bunt Lucyfera i aniołów przeciwko Bogu, za który zostali wygnani z raju.

## Wykonawcy i personel
- Attila Dorn – wokal
- Matthew Greywolf – gitara elektryczna
- Charles Greywolf – gitara basowa
- Falk Maria Schlegel – organy, keyboard
- Roel van Helden – perkusja
- Jens Bogren – miksowanie
- Tony Lindgren – mastering
- Zsofia Dankova – ilustracja